# Bernard Stiegler
Bernard Stiegler (Paris, 1 de abril de 1952 – 6 de agosto de 2020) foi um filósofo francês.

## Influências e temas
A obra de Stiegler é influenciada por, entre outros, André Leroi-Gourhan, Gilbert Simondon, Friedrich Nietzsche, Paul Valéry, Edmund Husserl, Martin Heidegger e Jacques Derrida.
Seus temas principais são tecnologia, tempo, individuação, consumismo, capitalismo de consumo, convergência tecnológica, digitalização, americanização e o futuro da política e da sociedade humana.

## Detenção
Entre 1978 e 1983, Stiegler esteve encarcerado por assalto à mão armada. Primeiro, na prisão Saint-Michel em Toulouse e depois no centro de detenção Muret. Foi durante este período que ele se interessou por filosofia, estudando por correspondência na Université de Toulouse-Le-Mirail. Sua transformação na prisão é narrada em seu livro Passer à l’acte (2003).

## Morte
Morreu no dia 6 de agosto de 2020, aos 68 anos.

## Obras
- La technique et le temps. Tome 1: La faute d’Epiméthée (1994). ISBN 2718604409
- La technique et le temps. Tome 2: La désorientation (1996). ISBN 2718604689
- Échographies de la télévision. Entretiens filmés (com Jacques Derrida, 1996). ISBN 2718604808
- La technique et le temps. Tome 3: Le temps du cinéma et la question du mal-être (2001). ISBN 2718605634
- Passer à l'acte (2003). ISBN 2718606169
- Aimer, s'aimer, nous aimer: Du 11 septembre au 21 avril (2003). ISBN 2718606290
- De la misère symbolique: Tome 1. L'époque hyperindustrielle (2004). ISBN 2718606355
- De la misère symbolique: Tome 2. La Catastrophè du sensible (2004). ISBN 2718606347
- Philosopher par accident: Entretiens avec Elie During (2004). ISBN 2718606487
- Mécréance et Discrédit: Tome 1, La décadence des démocraties industrielles (2004). ISBN 2718606606
- Constituer l'Europe: Tome 1. Dans un monde sans vergogne (2005). ISBN 2718606894
- Constituer l'Europe: Tome 2. Le motif européen (2005). ISBN 2718606908
- Mécréance et Discrédit: Tome 2. Les sociétés incontrolables d'individus désaffectés (2006). ISBN 2718607068
- Mécréance et Discrédit: Tome 3. L'esprit perdu du capitalisme (2006). ISBN 2718607157
- Des pieds et des mains (2006). ISBN 2227475668
- La télécratie contre la Démocratie (2006). ISBN 2082105695
- Réenchanter le monde: La valeur esprit contre le populisme industriel (2006, com Marc Crépon, George Collins e Catherine Perret). ISBN 2082105857
- De la démocratie participative: Fondements et limites (03/2007, com Marc Crépon). ISBN 2755500336

## Obras sobre Stiegler
- MEDEIROS, Maria Beatriz de. Bernard Stiegler: reflexões (não) contemporâneas. Chapecó: Editora Argos, 2007. ISBN 978-85-98981-60-4